# Carnitine
Carnitine is, in de biochemie, een quaternair ammoniumzout dat in het lichaam gesynthetiseerd wordt uit de aminozuren lysine en methionine. De synthese van carnitine gebeurt voornamelijk in de lever en in de nieren, van waaruit het via de bloedbaan naar de verschillende weefselcellen wordt verspreid. Carnitine zorgt, binnen de cel, voor het transport van vetzuren vanuit het cytoplasma naar de mitochondriën, de energieproducenten van de cel. De natuurlijke vorm - en de enige met biologische activiteit - is het optisch isomeer L-carnitine (of levocarnitine).

## Functie
Carnitine komt in alle weefsels van het lichaam voor. Het speelt een belangrijke rol in de energieproductie van het lichaam. Bij een tekort aan carnitine treden er problemen op bij de verbranding van vetzuren, waardoor vermoeidheid en gewichtstoename ontstaan. Verder is carnitine een antioxidant en heeft het een beschermende werking op het hart en op de bloedvaten.
De geacetyleerde vorm, acetyl-L-carnitine, is vooral werkzaam in de hersenen en heeft daar een soortgelijke functie.

## Bron
Het lichaam maakt carnitine in de lever en de nieren aan uit de aminozuren lysine en methionine, met de hulp van vitamine C.
Lysine wordt geclassificeerd als een voor mens en dier essentieel aminozuur: het kan alleen uit voeding worden verkregen. Lysine is vooral aanwezig in dierlijke producten (vlees, vis en gevogelte). In mindere mate komt het voor in eieren, peulvruchten en zuivelproducten.
Methionine komt in veel levensmiddelen voor, met name in vlees, vis (zalm, garnalen), eieren, volkorenbrood, rijst en groenten zoals broccoli, groene erwten spruitjes, spinazie.
Een vegetarische of veganistische voeding bevat hierdoor minder lysine en methionine, maar de absorptiecapaciteit van carnitine is bij vegetariërs aanmerkelijk groter dan bij vleeseters, zodat in de praktijk zelden tekorten ontstaan.
L-carnitine komt vrijwel uitsluitend in dierlijke producten voor (caro, genitivus carnis betekent vlees in het Latijn). Een goede bron van carnitine is rood vlees zoals paardenrookvlees of rosbief. L-carnitine wordt al sinds het eind van de jaren tachtig toegevoegd aan zuigelingenvoeding. In voedingssupplementen met een vermeende vetverbrandende werking is vaak L-carnitine verwerkt. De gedachte hierachter is dat door L-carnitine te gebruiken rondom krachtinspanningen (bijvoorbeeld een cardiotraining) lichaamsvet wordt gebruikt om energie te leveren voor de prestatie. Hiervoor bestaat echter onvoldoende eenduidig wetenschappelijk bewijs.